# Передовое (село, Севастополь)
Передово́е (до 1945 года Уркуста́; укр. Передове, крымскотат. Urkusta, Уркуста) — село в Балаклавском районе города федерального значения Севастополя, входит в Орлиновский муниципальный округ (согласно административно-территориальному делению Украины — Орлиновского сельсовета Севастопольского горсовета).

## География
Село расположено в северной части Байдарской долины, у подножия Главной гряды Крымских гор, в небольшой долине речки Уркуста — правом притоке реки Чёрная, высота центра села над уровнем моря 332 м. Через село проходит автодорога 67Н-25 Голубинка — Широкое на перевал Бечку и в бельбекскую долину (по украинской классификации — С-0-10229). Ближайшие населённые пункты: Новобобровское — в 1,5 км на юго-восток и Широкое — в 5 км на юго-запад. 16 ноября 2012 года вблизи села была обнаружена неизвестная ранее пещера, получившая название Уркуста. Разведки только начались, уже выявлена длина в сотни метров.

## Население
| 2001 | 2011 | 2014 |
| ---- | ---- | ---- |
| 668  | ↗837 | ↘643 |

Численность населения по данным переписи населения по состоянию на 14 октября 2014 года составила 643 человека, по данным сельсовета на 2012 год — 702 человека. Площадь села — 1,12 км².
Динамика численности населения
| - 1805 год — 313 чел. - 1864 год — 551 чел. - 1886 год — 1123 чел. - 1889 год — 1179 чел. - 1892 год — 1443 чел. - 1897 год — 1 448 чел. - 1902 год — 1715 чел. - 1915 год — 1167/81 чел. - 1925 год — 1 653 чел. - 1926 год — 1821 чел. - 1939 год — 1246 чел. | - 1944 год — 1691 чел. - 1953 год — 492 чел. - 1954 год — 557 чел. - 1989 год — 678 чел. - 1998 год — 837 чел. - 2001 год — 668 чел. - 2009 год — 65 чел. - 2011 год — 837 чел. - 2012 год — 702 чел. - 2014 год — 643 чел. |

## Современное состояние
Площадь села — 1,12 км², в Передовом действует начальная школа-детский сад № 3, отделение почты, село связано автобусным сообщением с Севастополем и соседними населёнными пунктами.

## Название
Историческое название села — Уркуста. По наиболее распространённой версии слово не переводится ни с одного из известных языков. Также имеется вариант происхождения ойконима от искажённого «урс» — медведъ и индоарийского «ста» — мост. В письменных источниках встречаются различные вариации ойконима этого селения — Угри Коста, Угры Коста, Уркюста, Рюкуста,
Рокуста, Рукуста, Иркуста.

## История
Уркуста — большое древнее селение, возникшее на старинной дороге на перевал Бечку, ведущей из Байдарской долины в Бельбекскую. Селение, видимо, было основано, как и большинство в долине, в начале нашей эры потомками готов и аланов, смешавшихся с местным населением — известные остатки постоянного поселения датируются VIII веком. В средние века входило сначала в зону влияния, а затем и в состав христианского княжества Дори — Феодоро. Существует версия, что селение, в XIII—XV веках, входило в вотчину владетеля феодального замка, известного в литературе под именем Исарчик (Сарджик), находившегося на мысе Биюк-Кармызы на южной стороне Чернореченского каньона (по мнению других историков — могло входить в состав Чембальского консульства Капитанства Готия).
После захвата княжества в 1475 году Османами селение включили в Мангупского кадылыка Кефинского санджака (до 1558 года, в 1558—1774 годах — эялета) империи. Упоминается в документе из казны Османской империи от 3 апреля 1489 года, согласно которому в селении насчитывалось 33 домохозяйства и в материалах переписей Кефинского санджака 1520 года, как Угрукуста, относящееся к Инкирману, в котором числилась 1 мусульманская семья и 47 «немусульманских», из которых 46 полных семей и 1 — потерявшая мужчину-кормильца. По переписи 1542 года в селении, уже подчинённом Балыклагу, числилось 6 мусульманских и 41 полная семья и 5 «овдовевших» христиан. Данные дефтеров указывают что в середине XVII в. османскими чиновниками было продано оставленное христианами имущество мусульманам — переселенцам из охваченных бунтами и подверженных многолетним неурожаям санджаков Восточной Анатолии, а также в районы Мангупского кадылыка заселялись мусульмане из земель хана. С XVII века в этих краях начинает распространяться ислам и По налоговым ведомостям 1634 года в селении числилось 10 дворов немусульман, а в Джизйе дефтера Лива-и Кефе (Османских налоговых ведомостях) 1652 года, где перечислены христиане-налогоплательщики Кефинского эялета, селение не значится. Документальное упоминание селения встречается в «Османском реестре земельных владений Южного Крыма 1680-х годов», согласно которому в 1686 году (1097 год хиджры) Угры-куста входил в Мангупский кадылык эялета Кефе. Всего упомянуто 95 землевладельцев, все мусульмане, владевших 3882-мя дёнюмами земли. После обретения ханством независимости по Кючук-Кайнарджийскому мирному договору 1774 года «повелительным актом» Шагин-Гирея 1775 года селение было включено в Крымское ханство в состав Бакчи-сарайского каймаканства Мангупскаго кадылыка, что зафиксировано и Камеральном Описании Крыма… 1784 года. Ни «Ведомости о выведенных из Крыма в Приазовье христианах» А. В. Суворова, ни в ведомости митрополита Игнатия селение не упоминается, но по Ведомости барона О. А. Игельстрома от 14 декабря 1783 года в Уркусте после выхода христиан остались 2 пустых дома.
После присоединения Крыма к России (8) 19 апреля 1783 года, (8) 19 февраля 1784 года, именным указом Екатерины II сенату, на территории бывшего Крымского Ханства была образована Таврическая область и деревня была приписана к Симферопольскому уезду. Перед Русско-турецкой войной 1787—1791 годов производилось выселение крымских татар из прибрежных селений во внутренние районы полуострова, в ходе которого в Уркусту было переселено 102 человека. В конце войны, 14 августа 1791 года всем было разрешено вернуться на место прежнего жительства. После Павловских реформ, с 1796 по 1802 год, входила в Акмечетский уезд Новороссийской губернии. По новому административному делению, после создания 8 (20) октября 1802 года Таврической губернии, Уркуста была включена в состав Махульдурской волости Симферопольского уезда.
По Ведомости о всех селениях в Симферопольском уезде состоящих с показанием в которой волости сколько числом дворов и душ… от 9 октября 1805 года, в деревне Уркуста числилось 56 дворов и 313 жителей, исключительно крымских татар. На военно-топографической карте генерал-майора Мухина 1817 года деревня Рюкуста обозначена с 42 дворами. После реформы волостного деления 1829 года Уркусту, согласно «Ведомости о казённых волостях Таврической губернии 1829 года», отнесли к Байдарской волости.
Именным указом Николая I от 23 марта(по старому стилю) 1838 года, 15 апреля был образован новый Ялтинский уезд и деревню передали в состав Байдарской волости Ялтинского уезда. На карте 1842 года Уркуста обозначен со 135 дворами.

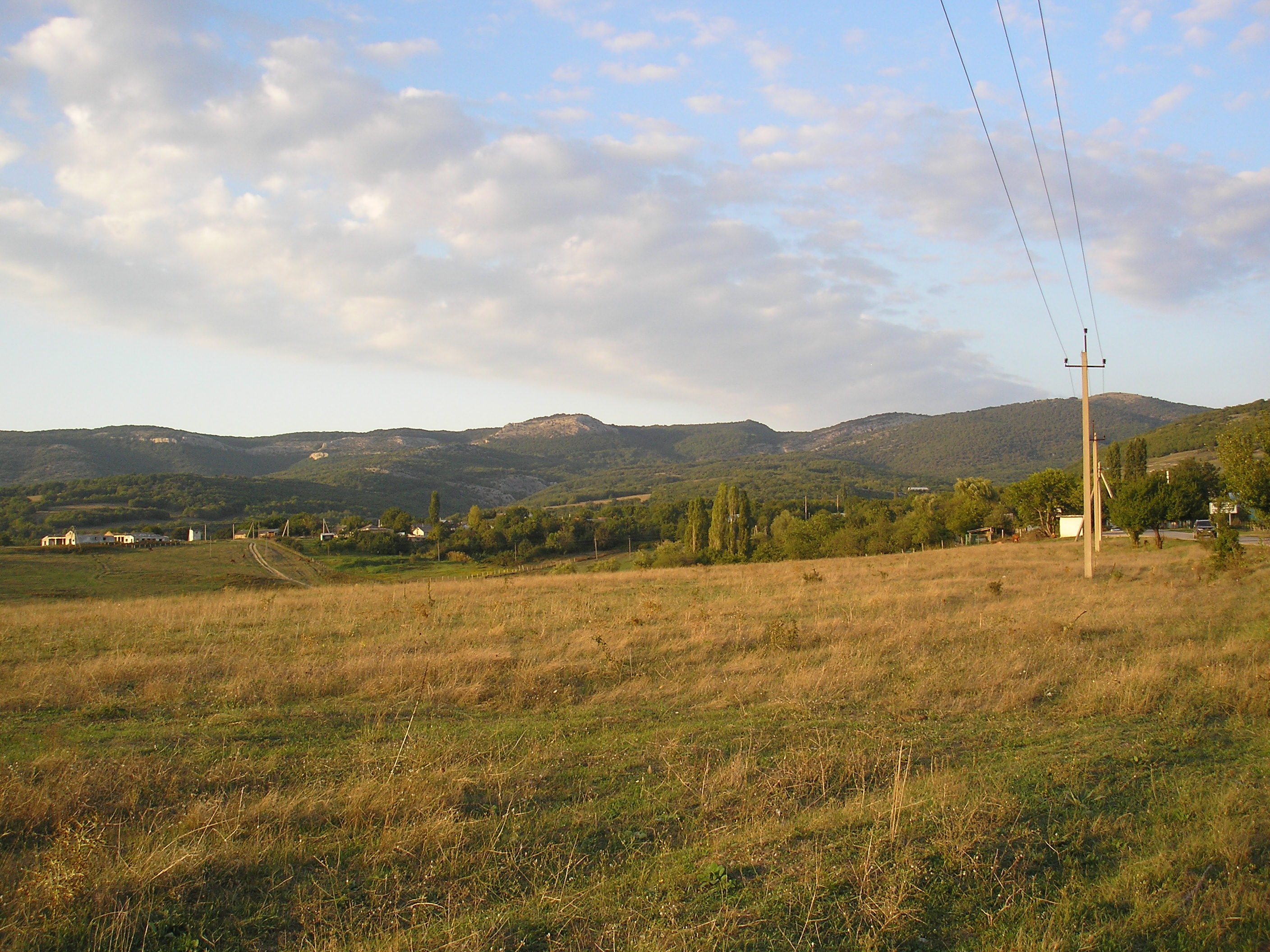

В 1860-х годах, после земской реформы Александра II, деревня осталась в составе преобразованной Байдарской волости. Согласно «Списку населённых мест Таврической губернии по сведениям 1864 года», составленному по результатам VIII ревизии 1864 года, Уркуста — казённая татарская и русская деревня с 124 дворами, 551 жителем и 2 мечетями при урочище Эли-Бурну. На трёхверстовой карте 1865—1876 года в деревне Уркуста обозначено 116 дворов. На 1886 год в деревне Уркуста при ручье Коран-Чокрак, согласно справочнику «Волости и важнѣйшія селенія Европейской Россіи», проживало 1123 человека в 137 домохозяйствах, действовали 2 мечети и 2 лавки. По «Памятной книге Таврической губернии 1889 года», по результатам Х ревизии 1887 года, в деревне Уркуста числился 241 двор и 1179 жителей. На верстовой карте 1889—1890 года в деревне Уркуста обозначено 167 дворов с татарским населением.
После земской реформы 1890 года деревня осталась в составе преобразованной Байдарской волости. По «Памятной книге Таврической губернии 1892 года», в деревне Уркуста, составлявшей Уркустинское сельское общество, числилось 1443 жителя в 203 домохозяйствах, владевших на правах личной собственности 1530 десятинами земли. В «Ведомостях о татарских мектебе и медресе, находящихся в Ялтинском уезде», за 1892 год упоминается о мектебе Уркусты. Всеобщая перепись 1897 года зафиксировала в деревне 1 448 жителей, из которых 1439 магометан. По «…Памятной книжке Таврической губернии на 1902 год» в деревне Уркуста, составлявшей Уркустинское сельское общество, числилось 1715 жителей в 225 домохозяйствах. В 1907 году в деревне было начато строительство мектебе. По Статистическому справочнику Таврической губернии. Ч.II-я. Статистический очерк, выпуск восьмой Ялтинский уезд, 1915 год, в деревне Уркуста Байдарской волости Ялтинского уезда, числилось 578 дворов (557 дворов с землёй, 21 — безземельный) с татарским населением в количестве 1167 человек приписных жителей и 81 — «посторонних», из которых 627 мужчин и 611 женщин. Жители владели 2020 десятинами земли. В хозяйствах имелось 223 лошади, 408 волов, 406 коров и 519 голов овец, свиней, или коз.
После установления в Крыму Советской власти, по постановлению Крымревкома от 8 января 1921 года, была упразднена волостная система и село вошло в состав Севастопольского уезда. 21 января 1921 года на территории Севастопольского уезда был создан Балаклавский район, в который вошла Уркуста.
По одним сведениям, Байдарский район был образован в декабре 1921 года, по другим источникам — район был образован постановлением Крымского ЦИК и СНК 4 апреля 1922 года — и Уркусту переподчинили новому району. В 1922 году уезды получили название округов. 11 октября 1923 года, согласно постановлению ВЦИК, в административное деление Крымской АССР были внесены изменения, в результате которых был ликвидирован Байдарский и создан Севастопольский район и село включили в его состав. 10 сентября 1925 года, решением собрания граждан сельсовета, был разукрупнён Байдарский сельсовет и создан Уркустинский, вкоторый также входило село Бага. Население Уркусты на 1925 год составило 1 653 человека. Согласно Списку населённых пунктов Крымской АССР по Всесоюзной переписи 17 декабря 1926 года, в селе Уркуста, центре Уркустинского сельсовета Севастопольского района, числилось 437 дворов, из них 432 крестьянских, население составляло 1821 человек, из них 1809 крымских татар, 9 русских, 1 украинец, 1 еврей, 1 записан в графе «прочие», действовала татарская школа I ступени (пятилетка). В 1928 году в селе построена новая школа. На основании постановления Крымского ЦИКа от 15 сентября 1930 года был вновь создан Балаклавский район, теперь как татарский национальный и Уркусту включили в его состав. В том же году, в ходе раскулачивания в Уркусте было репрессировано 9 человек. В 1941 году, с началом Великой Отечественной войны, на фронт были призваны 368 жителей села, из них 116 человек погибли, 5 — пропали без вести, 153 человека оказались в плену, в годы оккупации уркустинцы участвовали в партизанском движении.
В 1944 году, после освобождения Крыма от фашистов, согласно Постановлению ГКО № 5859 от 11 мая 1944 года, 18 мая крымские татары были депортированы в Среднюю Азию. На май того года в селе учтён 1691 житель (309 семей), из них 1680 крымских татар, 8 русских и 3 грека, было принято на учёт 269 домов спецпереселенцев. По другим данным из Уркусты (колхоз им. Кирова) выселено 300 семей (1664 человека), осталось 3 семьи. 12 августа 1944 года было принято постановление № ГОКО-6372с «О переселении колхозников в районы Крыма», по которому из Воронежской области РСФСР в Балаклавский район планировалось переселить 6000 колхозников — конкретно в село 300 семей и в сентябре 1944 года в район уже прибыли 8470 человек (с 1950 года в район стали приезжать колхозники из Сумской области УССР). Указом Президиума Верховного Совета РСФСР от 21 августа 1945 года Уркуста была переименована в Передовое и Уркустинский сельсовет — в Передовский. С 25 июня 1946 года Передовое в составе Крымской области РСФСР. По состоянию на 1 января 1953 года в селе было 135 хозяйств колхозников (446 человек) и 18 хозяйств рабочих и служащих (46 человек). В 1954 году в Передовом числилось 151 хозяйство и 557 жителей.
26 апреля 1954 года Севастополь, в составе Крымской области, был передан из состава РСФСР в состав УССР. 24 апреля 1957 года был упразднён Балаклавский район и сельсовет передан в состав Куйбышевского района Крымской области. Время упразднения сельсовета пока не установлено: на 15 июня 1960 года село уже числилось в составе Родниковского. Указом Президиума Верховного Совета УССР «Об укрупнении сельских районов Крымской области», от 30 декабря 1962 года Куйбышевский район упразднили и село передали в Бахчисарайский район. 1 января 1965 года, указом Президиума ВС УССР «О внесении изменений в административное районирование УССР — по Крымской области», Передовое вновь передано из Бахчисарайского района в подчинение Балаклавскому. На 1968 год Колхозное подчинили Орлиновскому сельсовету. С 21 марта 2014 года в составе Севастополя аннексировано Россией.

### Известные уроженцы
- Зейтулаев, Эгат Алядинович (род. 1932) — советский деятель строительства. Начальник Марийского территориального управления строительства (Главмарийстрой) (1979—1992), президент концерна «Марийстрой» (1992—1993). Заслуженный строитель РСФСР (1991). Лауреат Государственной премии Марийской АССР (1974). Член КПСС с 1959 года.
- Таиров, Сеит Меметович (1928 год — 1989 год) — Герой Социалистического Труда (1972 год)[28].